# 지롱드강

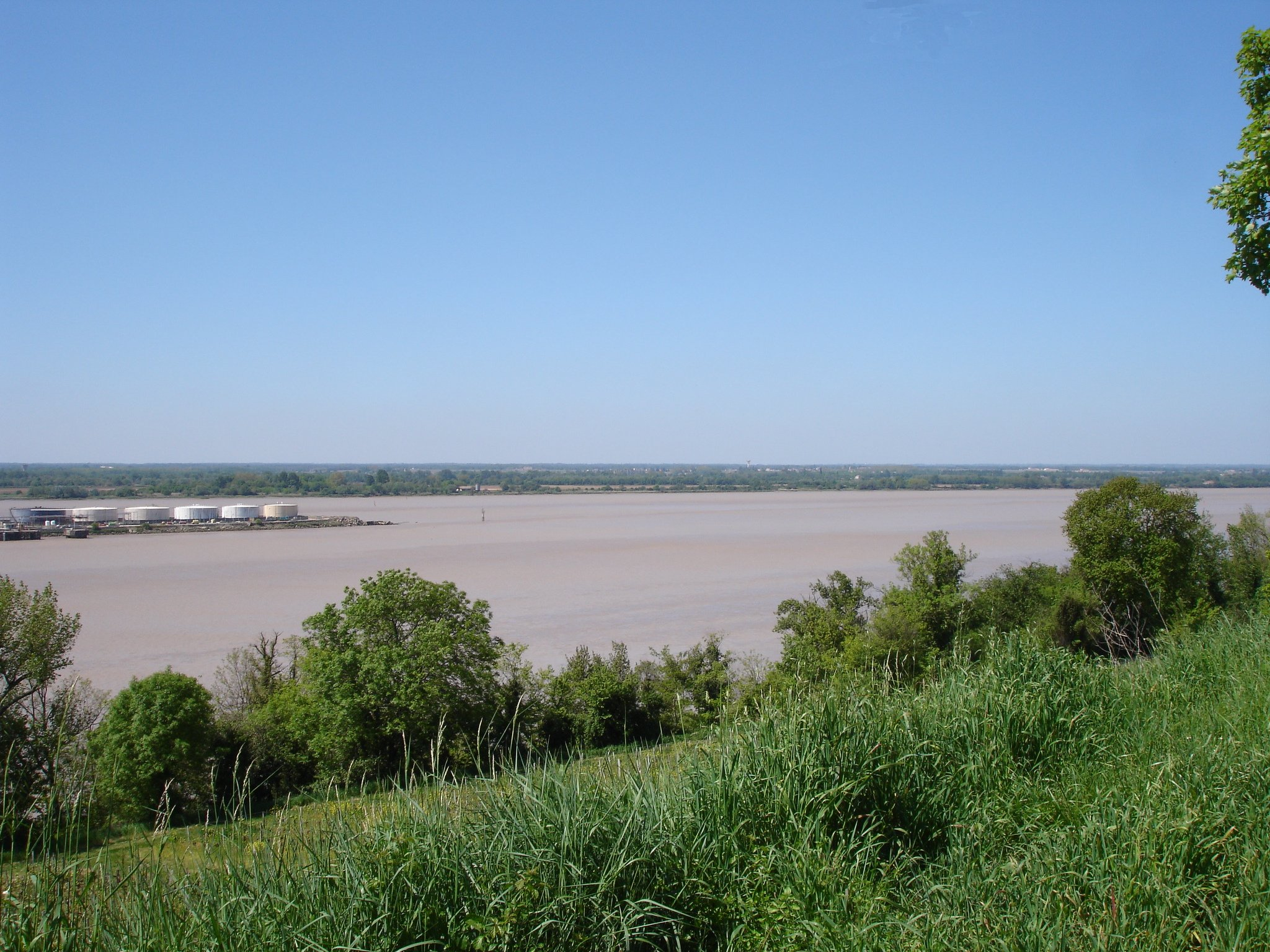
지롱드강

지롱드강(프랑스어: Gironde, 오크어: Gironda)은 프랑스 아키텐 지롱드주를 흐르는 강이다.